# Micky und Pluto feiern Weihnachten
Micky und Pluto feiern Weihnachten ist ein Zeichentrick-Kurzfilm von Jack Hannah aus dem Jahr 1952.

## Handlung
Micky Maus und Pluto gehen in den Wald, um einen Weihnachtsbaum zu schlagen. Dort trifft Pluto auf Ahörnchen und Behörnchen, die ihn beide ärgern. Er rast hinter ihnen her, doch die beiden verstecken sich in einer Tanne. Micky Maus fällt genau diese Tanne als Weihnachtsbaum und transportiert ihn mitsamt der Streifenhörnchen in sein Haus. Dort dekoriert er zusammen mit Pluto den Weihnachtsbaum. Als Ahörnchen und Behörnchen dies bemerken, machen sie sich einen Spaß daraus, Pluto zu ärgern, während Micky Maus davon gar nichts mitbekommt. Am Ende treiben sie Pluto so zur Weißglut, das er die Geschenke und den Baum verwüstet. Als Micky gerade schimpfen will, entdeckt er die Streifenhörnchen und beschließt, dass alle vier zusammen Weihnachten feiern.
Am Ende kommen Donald, Minnie und Goofy und singen das Lied Deck the Halls. Als Pluto einsteigen will, kleben die Hörnchen ihm mit einem Sticker den Mund zu, auf dem steht: „Nicht vor Weihnachten öffnen“.

## Hintergrund
Der Kurzfilm wurde in den Vereinigten Staaten von RKO Pictures für das Kino produziert und erlebte seine Premiere am 21. November 1952. In Deutschland hatte er seine Fernsehpremiere am 13. März 1984.
In Deutschland war der Film Teil der Video-Kompilationen Walt Disney: Die schönsten Weihnachts-Geschichten und Walt Disney: Weihnachtsspaß mit Micky und Donald sowie der DVD-Kompilation Walt Disney: Kostbarkeiten - Micky Maus Vol.2.
Der Film war außerdem 1991 im Disney Club in Folge 51 zu sehen.